# Micrapate brunnipes
Micrapate brunnipes är en skalbaggsart som först beskrevs av Fabricius 1801.  Micrapate brunnipes ingår i släktet Micrapate och familjen kapuschongbaggar. Inga underarter finns listade i Catalogue of Life.